# Zentralmeridian

Zentralmeridian eines Himmelskörpers durch dessen Nordpol N_{S} und die Mitte M der sichtbaren Himmelskörperscheibe

Der Zentralmeridian ist der Längengrad eines Himmelskörpers, der zu einem gegebenen Zeitpunkt durch die scheinbare Mitte desselben läuft. Die scheinbare Mitte ist die Mitte der Scheibe des Himmelskörpers, die der Beobachter zu dem festgelegten Zeitpunkt sieht. Damit unterscheidet sich der an den Beobachter gebundene Zentralmeridian von einem Nullmeridian, der unabhängig vom Beobachter durch einen Bezugspunkt auf der Oberfläche des Himmelskörpers definiert wird und mit dem Himmelskörper rotiert. Der Winkel L0 zwischen Zentral- und Nullmeridian ändert sich somit im Verlauf der Rotationen von Himmelskörper und Erde. 
Der Zentralmeridian wird für die Sonne und insbesondere die Planeten Mars, Jupiter und Saturn in den astronomischen Jahrbüchern aufgeführt. Da Jupiter und Saturn in ihrer Äquatorzone schneller rotieren als in höheren Breiten (differentielle Rotation), sind bei diesen Planeten unterschiedliche Zahlenwerte für die äquatornahen und die äquatorfernen Gebiete zu verwenden (System I und System II).